# Roman social
Romanul social, cunoscut, de asemenea, ca roman cu temă socială (sau roman de protest social), este o „operă de ficțiune care prezintă o anumită problemă socială și efectul ei asupra unor personaje sau grupuri sociale”. Principalele exemple de probleme sociale abordate în astfel de lucrări sunt sărăcia, condițiile dificile din fabrici și mine, munca prestată de copii, violența împotriva femeilor, criminalitatea în creștere, producerea de epidemii din cauza supraaglomerării și condițiile mizerabile de trai din orașe.
Termeni ca roman de propagandă, roman industrial și roman muncitoresc sunt, de asemenea, folosiți pentru a descrie acest tip de roman; o dezvoltare recentă în acest gen este romanul despre problemele tinerilor. El este menționat, de asemenea, ca roman sociologic. Romanul de protest social este o formă de roman social, care pune accentul pe ideea de schimbare socială, în timp ce romanul proletar este o formă politică a romanului de protest social care pune accentul pe revoluția socială. În timp ce primele exemple au apărut în secolul al XVIII-lea în Anglia, romanele sociale au fost scrise în întreaga Europă și în Statele Unite ale Americii.

## Marea Britanie

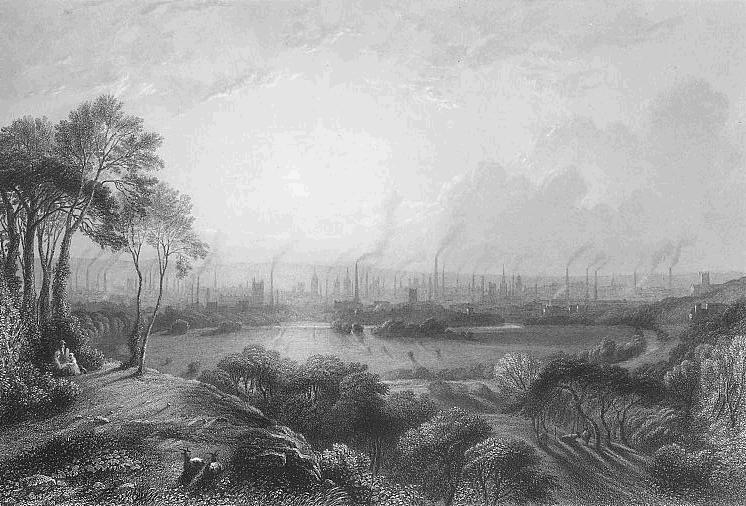
O pictură din 1840 a orașului englez Manchester („Cottonopolis”) arată aglomerația de coșuri de fum ale fabricilor

Deși acest subgen al romanului este considerat, de obicei, ca având originea în secolul al XIX-lea, au existat precursori în secolul al XVIII-lea precum Amelia de Henry Fielding (1751), Things as They Are; or, The Adventures of Caleb Williams (1794) de William Godwin, The Adventures of Hugh Trevor (1794-1797) de Thomas Holcroft și Nature and Art (1796) de Elizabeth Inchbald. Cu toate acestea, în timp ce Inchbald considera că depravarea și corupția indivizilor sunt aspecte responsabile pentru problemele sociale, Godwin, în Caleb Williams, a văzut corupția societății ca fiind insurmontabilă.
Un important exemplu timpuriu al acestui gen literar este Sybil, or The Two Nations, un roman al lui Benjamin Disraeli. Publicat în același an, 1845, cu The Condition of the Working Class in England in 1844 de Friedrich Engels, Sybil prezintă situația clasei muncitoare din Anglia. Disraeli a fost interesat să evidențieze condițiile foarte grele de trai ale majorității membrilor clasei muncitoare din Anglia. Cartea este un roman à thèse, un roman cu o teză, care a avut scopul de a atrage agenția cu privire la mizeria în care trăia clasa muncitoare din orașele englezești. Interesul lui Disraeli pentru acest subiect deriva din interesul său față de mișcarea chartistă.
Problemele sociale reprezintă, de asemenea, o preocupare importantă în romanele lui Charles Dickens, mai ales sărăcia și condițiile nesănătoase de viață asociate cu ea, exploatarea oamenilor obișnuiți de către cămătari, corupția și incompetența sistemului juridic, precum și a administrației publice. Dickens a fost un critic ferm al sărăciei și stratificării sociale a societății victoriene. Într-o prelegere din New York, el și-a exprimat convingerea că „virtutea arată la fel de bine în cârpe și petice așa cum arată în purpură și în lenjerie fină”. Al doilea roman al lui Dickens, Oliver Twist (1839), a șocat cititorii cu imaginile sărăciei și criminalității: el a combătut prejudecățile clasei de mijloc cu privire la delicvenți, precum și opinia că ignoranța era cauza sărăciei. Acțiunea romanului Hard Times (1854) de Charles Dickens se petrece într-un mic oraș industrial din Midlands. El critică în particular efectul utilitarismului asupra vieții clasei muncitoare de la orașe. John Ruskin a afirmat că preferă acest roman al lui Dickens datorită explorării unor importante probleme sociale. Walter Allen a caracterizat Hard Times ca fiind o neîntrecută „critică a societății industriale”, deși a fost depășită mai târziu de lucrările lui D. H. Lawrence. Karl Marx a afirmat că Dickens „a adresat lumii mai multe adevăruri sociale și politice decât au fost rostite de către toți moraliștii, publiciștii și politicienii profesioniști la un loc”. Pe de altă parte, George Orwell, în eseul său despre Dickens, a scris: „nu există nici un semn clar că el ar vrea ca ordinea existentă să fie răsturnată sau că el crede că s-ar produce o schimbare foarte mare dacă ea ar fi răsturnată. În realitate ținta lui nu este atât societatea, cât mai ales natura umană.”

## Franța și Rusia
Romanul Mizerabilii (1862) al lui Victor Hugo a fost unul dintre cele mai importante romane de protest social din secolul al XIX-lea. Opera literară tratează majoritatea problemelor sociale și politice și tendințele artistice ale timpului său. Upton Sinclair a descris romanul ca fiind „unul dintre cele o jumătate de duzină de romane mari ale lumii” și a remarcat că Hugo a prezentat scopul romanului Les Misérables în Prefață:
Ficțiunea realistă a lui  Émile Zola conținea multe opere de protest social precum L'Assommoir (1877), care prezintă viața dintr-o mahala urbană, și Germinal (1885), care se referă la o grevă a minerilor. În notele sale pentru acest din urmă roman, Zola l-a descris ca prezentând ceea ce avea să fie „cea mai importantă chestiune a secolului al XX-lea și anume conflictul dintre forțele capitalismului modern și interesele ființelor umane de a progresa”. Atât Hugo, cât și Zola au fost angajați politic și au trăit în exil din cauza pozițiilor lor politice.
Scriitorul rus Lev Tolstoi a susținut realizarea de reforme în propria sa țară, în special în domeniul educației. Tolstoi nu a considerat că opera sa cea mai celebră, Război și pace, este un roman (cum nu a considerat că multe dintre marile opere ruse de ficțiune scrise la acel moment erau romane). Această viziune devine mai puțin surprinzătoare dacă se consideră că Tolstoi era un romancier al școlii realiste care considera că romanul este un cadru pentru examinarea problemelor sociale și politice în secolul al XIX-lea. Război și pace (care este pentru Tolstoi doar o proză epică) nu se califică, prin urmare, în această categorie. Tolstoi credea că Anna Karenina era primul său roman adevărat.

## Romanul proletar
Statele Unite ale Americii a avut mai mulți autori socialiști din clasa muncitoare, cum ar fi Jack London, Upton Sinclair și John Dos Passos. London a scris dintr-un punct de vedere socialist, care este evident în romanul Călcâiul de fier. Fără a fi un teoretician sau un intelectual socialist, London s-a apropiat de socialism datorită experienței sale de viață. După cum a explicat în eseul său „How I Became a Socialist”, opiniile sale au fost influențate de experiența lui cu oamenii din partea de jos a ierarhiei sociale. Optimismul său s-a atenuat pe măsura trecerii timpului, iar London a jurat că n-o să mai facă muncă fizică grea decât dacă este necesar. El a scris că individualismul s-a încheiat pentru el și că a renăscut din punct de vedere politic. El și-a încheiat adesea scrisorile cu expresia „Yours for the Revolution”. În anii 1930 și 1940 Michael Gold (1894-1967) (pseudonimul scriitorului evreu american Itzok Isaac Granich) a fost considerat autorul și editorul proeminent al literaturii proletare din SUA. Având o viață întreagă convingeri comuniste, Gold a fost un romancier și critic literar. Romanul semiautobiografic Jews Without Money (1930) a fost un bestseller. Alte exemple americane de romane proletare sunt Daughter of Earth (1929) de Agnes Smedley și Land of Plenty (1934) de Robert Cantwell.

## Alte romane sociale

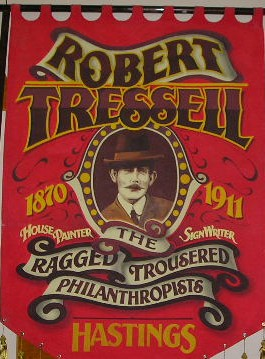
Afiș al lui Robert Tressell

- Bleak House de Charles Dickens (1853) se concentrează pe sistemul juridic corupt și ineficient din Anglia și prezintă suferința celor săraci.
- Little Dorrit de Charles Dickens (1857) este o lucrare satirică referitoare la deficiențele guvernului și societății din perioada respectivă.[19]
- Felix Holt de George Eliot (1866) este un roman social despre disputele politice dintr-un mic oraș englezesc în timpul primului Act al Reformei din 1832.
- Avanpostul de Bolesław Prus (1886), scris într-o Polonie împărțită cu un secol mai devreme de Rusia, Prusia și Austria, ilustrează situația din Polonia rurală, care se confrunta cu sărăcia, ignoranța, disprețul clasei superioare și colonizarea țării cu germani aduși aici de guvernul german al lui Otto von Bismarck.[20]
- Out of Work (1888) de Margaret Harkness:  „În romanele ei de mahala, Margaret Harkness a subliniat probleme sociale ca degradarea socială, sărăcia, filantropia și asuprirea femeilor”.[21]
- Păpușa de Bolesław Prus (1889) prezintă o imagine cuprinzătoare și convingătoare a Poloniei împărțite de la sfârșitul secolului al XIX-lea, împotmolită în inerția societății.[22]
- Sister Carrie de Theodore Dreiser (1900)  este un exemplu influent al naturalismului și un roman urban major. Printre altele, el explorează modul în care industrializarea a afectat poporul american.[23]
- The Ragged Trousered Philanthropists (1914) de Robert Tressell este o lucrare politică explicită, considerată pe scară largă ca o operă clasică a literaturii clasei muncitoare.[24]
- Trilogia S.U.A. de John Dos Passos: The 42nd Parallel (1930); 1919 (1932) și The Big Money (1936). În anii 1930, Dos Passos a fost un revoluționar social, care a văzut Statele Unite ale Americii ca un stat format din două națiuni, una bogată și alta săracă. În 1928, el a petrecut câteva luni în  Rusia, unde a studiat sistemul socialist și a fost un participant de marcă la Primul Congres al Scriitorilor Americani din aprilie 1935, care a fost sponsorizat de League of American Writers de orientare comunistă.[25]
- Trilogia Studs Lonigan de James T. Farrell: Young Lonigan (1932), The Young Manhood of Studs Lonigan (1934), Judgment Day (1935). Farrell a scris aceste trei romane în timpul Marii Crize, într-un moment de disperare națională, cu intenția de a expune răul capitalismului și de a obține o revizuire totală a sistemului politic și economic american.[26]
- A avea și a nu avea de Ernest Hemingway (1936) este un comentariu social al anilor 1930, care a fost puternic influențat de ideologia marxistă, deoarece Hemingway se afla de partea republicanilor în Războiul Civil din Spania, când a scris acest roman.[27]
- Johnny Got His Gun de Dalton Trumbo (1939) este un roman anti-război scris în 1938 de romancierul și scenaristul american Dalton Trumbo. Romanul a câștigat unul dintre primele National Book Awards: premiul pentru cea mai originală carte a anului 1939.[28]
- Invisible Man de Ralph Ellison (1952) abordează multe dintre problemele sociale și intelectuale cu care se confruntau afro-americanii la mijlocul secolului al XX-lea, inclusiv naționalismul negru, relația dintre identitatea neagră și marxism și politicile rasiale reformiste ale lui Booker T. Washington, precum și aspecte legate de individualitate și identitate personală.[29]
- Burger's Daughter (1979) de Nadine Gordimer.[30] Multe dintre operele lui Gordimer au explorat impactul apartheidului asupra persoanelor din Africa de Sud. În Burger's Daughter o temă, prezentă în mai multe romane, este aceea a societăților divizate din punct de vedere rasial în care albii cu o viață prosperă întâlnesc în mod neașteptat o parte a vieții negre pe care nu au cunoscut-o.[31]
- The Man Who Wouldn't Stand Up (2012) de Jacob M. Appel abordează eforturile de suprimare a libertății de exprimare în timpul războiului împotriva terorii.
- Demonii (1862) de Feodor Dostoievski, ca și Amintiri din casa morților, Însemnări din subterană, Crimă și pedeapsă, Frații Karamazov și, de fapt, orice roman, povestire și jurnal scrise de Dostoievski după detenția sa în Siberia pentru activități antiguvernamentale .